# Fair Haven (Vermont)
Fair Haven település az Amerikai Egyesült Államok Vermont államában, Rutland megyében. Lakosainak száma 2736 fő (2020. április 1.).

## Népesség
A település népességének változása:

| 2010 | 2 734 |
| 2020 | 2 736 |